# WordOn HD
WordOn HD is een woordspel voor meerdere spelers, ontwikkeld door Huckleberry in Zaandam. Spelers kunnen om de beurt woorden leggen op een zevenletterig, individueel spelbord waarbij de strategie gevormd wordt door het aan de tegenstander weggeven van enkele gespeelde letters. Het verschilt daarmee van woordspellen als Wordfeud of Words with Friends omdat woorden niet aangelegd worden op een groter veld, de spelers elkaars beschikbare letters kunnen beïnvloeden en de speelsnelheid doorgaans hoger ligt. Het spel is beschikbaar voor iOS- en Android-telefoons en -tablets via de App Store of Google Play.
WordOn HD werd uitgegeven in het vierde kwartaal van 2012 en is een vervolg op WordOn, dat niet langer beschikbaar is.

## Basisregels
Iedere speler dient woorden te vormen op een zevenletterig spelbord dat verschillende vakjes met bonussen bevat. Na het leggen van een woord, kan op SPEEL worden gedrukt om de ronde te bevestigen. Afhankelijk van de gebruikte bonussen, wordt de woordscore bepaald en gaan er letters naar de tegenstander.
De mogelijke bonussen op het spelbord bestaan uit:
- W = WordOn vakje, de letter die hier ligt na het spelen gaat naar de tegenstander en wordt een 'WordOn' genoemd.
- 2×L  = Dubbele letterwaarde, de letterscore wordt verdubbeld.
- 3×L  = Tripel letterwaarde, de letterscore wordt verdrievoudigd.
- +10  = Tien extra punten.

Het spelen van woorden levert, afhankelijk van de woordwaarde ten opzichte van de best speelbare optie, 1 tot en met 5 munten op. Deze munten kunnen worden ingewisseld tegen sterren om zodoende andere spelmogelijkheden te benutten.

## Speciale letters: WordOns
Het geven en ontvangen van letters uit gespeelde woorden (zogenaamde 'WordOns') is onderdeel van het onderscheidend vermogen van WordOn HD en wordt binnen de spelregels gestimuleerd op de volgende manieren:
Een bonus (in de vorm van een dubbele woordscore) wordt ontvangen door gebruik te maken van de 'WordOns' die ontvangen zijn van de tegenstander en kan direct een belangrijk verschil in punten opleveren.
Het niet gebruiken van één of meer 'WordOns' wordt echter bestraft door de opgetelde letterwaarde van de ongebruikte letters van de huidige woordscore af te halen.
Daarnaast resulteert het niet weggeven van letters aan de tegenstanders direct in een dubbele woordscore voor de ander bij het spelen van het volgende woord. Het vormt daarmee de strategische ondergrond om niet alleen het woord met de hoogste score te vinden, maar tevens na te denken over de letters die weggegeven worden.

## Spelverdieping
Tijdens het spelen zijn er enkele extra mogelijkheden aanwezig die met het inzetten van sterren te gebruiken zijn:
| Onderdeel    | Kosten    | Frequentie | Functie |
| ------------ | --------- | ---------- | --- |
| Woordencheck | 3 Sterren | Per spel   | De woordencheck geeft woordscore en muntenbeloning weer, laat zien of het gelegde woord direct speelbaar is en verandert van kleur indien de dubbele woordscore van toepassing is. |
| Gluur        | 1 Ster    | Per keer   | Geeft de speler een enkele kijk op de letterplank van de tegenstander om zodoende de strategie voor het te spelen woord aan te kunnen passen.                                      |
| Hint         | 1 Ster    | Per letter | Plaatst een van de beschikbare letters op de juiste plek op het bord om zo het woord met de hoogst mogelijke score te vormen.                                                      |
| Wissel alles | 2 Sterren | Per keer   | Legt alle letters van het eigen plankje terug in de pot en geeft 7 nieuwe willekeurige letters uit de pot terug met behoud van de beurt.                                           |